# Хаулан
15°16′29″ пн. ш. 44°46′06″ сх. д. / 15.2747° пн. ш. 44.7683° сх. д.
Хаулан (араб. خولان) – округ у мухафазі Сана, Ємен.
Станом на 2003 рік число жителів округу налічувало 28 925 осіб